# هورست غونتر (مغني)
هورست غونتر (بالألمانية: Horst Günter)‏ هو مغني ومغني أوبرا ألماني، ولد في 23 مايو 1913 في لايبزيغ في ألمانيا، وتوفي في 7 يناير 2013 في هامبورغ في ألمانيا.

## وصلات خارجية
- هورست غونتر على موقع ميوزك برينز (الإنجليزية)
- هورست غونتر على موقع أول ميوزيك (الإنجليزية)
- هورست غونتر على موقع ديسكوغز (الإنجليزية)